# トピック (論理学)
トピック（英語: topic、ギリシア語: topos トポス、ラテン語: locus ロクス）とは、アリストテレスでは、簡単に言えば、分野を問わず、与えられた論題に対して議論を組み上げる際に参考に出来る、議論の雛形, 論理の基本原理、議論構成の経験則などの総称である。
この意味でのトピック（トピックス）はプロタゴラス、ゴルギアス、イソクラテスらの初期の修辞学者 (rhetorician) が既に使用し、教えてもいる。しかし一般には、一つのトピックが一つの特定の議論ではなく複数の異なる議論に適用できる一般的な形にまとめあげられたのはアリストテレスによってである。後、テオプラストスによる変更を経て、トピックはキケロによって明確に定義され、ボエティウスによって新たな解釈を与えられてその概念（弁証論的トピック）が確立される。その結果、300以上あったアリストテレスのトピックスは28にまとめあげられ、より実用的なものになる。以下ではその発展の粗筋をアリストテレスからボエティウスまで辿る。

## アリストテレス以前

### 発祥
対話の方法論一般については古来人々が少なからぬ関心を抱いていたが、 古代ギリシャのアリストテレスの少し以前、紀元前5世紀にも シケリア（Syracuse) においてシュラクサイのコラクス（紀元前5世紀）とその生徒のテイシアス（Ticias; 紀元前5世紀）が弁論術 (Rhetoric) についての経験則をまとめている。当時のシケリアはデイノメニド家（Deinomenids： 紀元前485年 – 紀元前465年; ゲロン, ヒエロン1世, トラシュブロスの三代）の専制下にあり、多くの人々の土地その他の財産が僭主によって押収された。それらを取り戻そうとして人々は訴えを起こしたが、コラクス及びテイシアス等はそれらの人々が訴訟文を作成するのを助けた。コラクスの編み出した、訴訟文を序文 (proem)、叙述（narration）、主張（statement of arguments）、論駁 (refutation of opposing arguments)、及び 要約 (summary) の五部分から構成するという弁論術の技法（art of rhetoric)は後の全ての弁論術の理論の基礎となっている。彼らに続くのが、紀元前5世紀前半に現れたプロタゴラス及びゴルギアスほかのソフィスト達である。

### プロタゴラス 及び ゴルギアス
プロタゴラス（Protagoras：紀元前490年頃 – 紀元前420年頃) 及びゴルギアス （Gorgias：紀元前487年頃 – 紀元前376年頃) は古代ギリシャにおいてソクラテス以前の自然を対象とする学問から人間性を研究するいわゆる哲学へと移行する過程を代表する。両者とも、各個人が、人間が直接関与している（自然ではない）事物、事象をどのように知覚するかは各個人それぞれによって決まることで、 同一の事物、事象に対する知覚は全ての人において同じとは限らず、従って真理、知識、価値なども絶対的なものではないとした。
このいわゆる相対主義の立場に立つと、全ての見解は同等に正しいし、それぞれ尊重されなくてはならない。従って、ある見解が、法廷において勝利したり政治家によって採用されたりするなど、他の異なる見解を凌ぐのは、その見解の持つ本質的な価値の故ではなく、それについて陳述する個人の説得術が優れていることが重要な理由になる。そこで彼らは弁論の技法を教え、そのためのマニュアルを書いた。説得力の弱い議論を強くしたり、相手の陳述から矛盾を引き出して論駁するなどがその弁論術の例である。一方、相対主義をおし進めて行くと、普遍的な価値が存在しないため、何をしても悪くはないと言うことになって、既存のモラルは通用せず、社会の秩序が保たれなくなってしまう。そこで彼ら(所謂ソフィスト)は、いわゆる美徳を弁論術と共に教えて、雄弁家を教育し育てるのがその仕事であるとした。彼らが教えたものはアリストテレスに始まるトピックスの先駆けとなるものと考えられる。
ゴルギアスの弁論術に関する著作で現存するのは『ヘレネ頌』、『パラメデスの弁明』、『非存在について』、『エピタフィオス』の四つであり、『テクナイ（Technai）』と題された弁論術教育のマニュアルに収められている。これら四つは互いに関連しあって、弁論術の理論と技法の書として読むことができるが、文章スタイルの例としてのみならず, 弱い議論を強くする、説得の手法の実証例としても用いられることを目的としていると考えられる。しかし、それらの技法は、ゴルギアスの場合、いずれも特定の具体例について書かれており、後のアリストテレスのトピックスのような、系統立てて一般的なかたちで書かれていて一つのトピックがいくつもの場合に適用されるようなものではない。
プロタゴラスについては、デイオゲネス ラエルテイオス(Diogenes Laërtius) が議論の技術の書として彼の 『The Technique of Eristics (Technē Eristikōn) 』を挙げているが、書いたものは何も残されていない。彼について知られていることは主としてプラトン等が書いたものによるのみであるが、徳と政治に特別の関心を持った教師として知られ、なかでも徳を教えることができるかどうかという問題に深く関わっていた。プラトンの『プロタゴラス』の中で、プロタゴラスは、如何にして適切に身を修め、最良の状態に家をととのえ、公務を掌り、市の業務に最も有効に貢献するかを教えるのだと言っている。しかしながら、彼には議論をいかに構築するかという技術的なことについて書き残したものは現存しないようである。相対主義の立場を表す「人は万物の尺度である」という彼の言はよく知られている。

### イソクラテス
イソクラテス（Isocrates, 紀元前436年 − 紀元前338年）はプロデイコス及びゴルギアスに学び、又一説にはテイシアスの学生であったともされる。法廷のスピーチライターとして出発するが才能を発揮し、紀元前5世紀から4世紀のギリシアで最も影響力のある修辞学者の一人として知られる。イソクラテス以前は、弁論術は町から町を渡り歩く巡回教師によって教えられていたが、紀元前392年頃にイソクラテスが弁論術の最初の学校を設立する。その教育は、あまり変化することのないものである規則を叙述することを教えるのではなく、実際的な問題を状況に応じて臨機応変に言語を用いて解決する能力を養うことに重点が置かれた。彼は、弁論家は悪名の高いソフィストとは異なって、徳を修め、又、弁論術のみならず広く作文法、歴史、文化、倫理、市民的社会性に関する知識・素養も持つべきであるとした。

## アリストテレス
アリストテレス（Aristotle, 紀元前384年 - 紀元前322年）はギリシャで活躍した哲学者で西洋の最高の哲学者の一人とされる。次章のテオプラストスはアリストテレスの後継者として彼の学園リュケイオンの次期学頭に指名されている。
アリストテレスはトピックスに関して二つの著、『トピカ(Topica)』 および『レトリック（Rhetoric）』を残している。
トピックス的な概念は前章のように既にアリストテレス以前のコラクス, テイシアス, プロタゴラス、ゴルギアス、イソクラテス等に見られるが、ラップ (Rapp) によると、プロタゴラス、ゴルギアス、イソクラテス等ではトピックというのは一つの完結したパターンで、いわば決まり文句のようなもので、スピーチのある時点である一定の効果をもたらすために使用されるものであったが、アリストテレスのトピックスの多くは、ある場合にはあることについて考察してみると言う一般的な指針である 。又、スタンプ (Stump) の言うところでは、ソフィストたちは、学習者に主な論争に関する議論を記憶させ、それらについて訓練をすることにより議論を上達させることを目的としたが、アリストレスはこれに対し議論を見つけ出す方法を教えようとした。いずれにしても、一つのトピックが複数の異なる議論を組み立てるのに適用できるような一般的なかたちで系統立てて書かれているトピックスはアリストテレスに始まる。
トピックスに関する最初の著『トピカ』においてアリストテレスは弁証的な議論（対話）に適用されるトピックスを300あまり集め、それらを述語形態によって分類し、又、第二の著『レトリック』においては弁論術について述べているが、弁論術の三つの要素であるエトス、パトス、ロゴス及び三種の弁論的議論、即ち、議会弁論、法廷弁論、演説的弁論 などについて詳しく説明しており、それは議論作成のためのトピックスの集大成にもなっている。
以下の節では『トピカ (Topica)』と『レトリック（Rhetoric）』それぞれについて述べる。

### トピカ

#### トピカの内容及び構成
アリストテレスは『トピカ』の冒頭において、この書は、与えられたどのような問題にたいしても、広く一般に受け入れられている意見・事柄から出発する推論の筋道を見出し、又、何らかの議論に相対した場合自らの妨げになるようなことを述べないようにする方法を提案するものであると述べている。ここで推論、前提、結論、第一原理、4種の推論などが定義されているが、これらは下記7「基本的な用語の定義」のところで説明してあるのと同じである。彼は、又、この書で考察されている事柄は、知的訓練のため、カジュアルな話し合いのため、及び諸々の哲学的な学問のために有用であると言っているが、ここで「哲学的な学問」というのは20世紀、21世紀の「哲学」ではなく、アリストテレスの時代の「哲学」で、論理、倫理、物理、生物なども含めたあらゆる人間的な事象と自然を対象とする極めて広い範囲に亘るものである。つまりトピックスというものは、彼にとっては、議会や法廷における議論のみに関するものではなく、広く自然科学も含めた分野での議論や思考にも適用されるものなのである。
『トピカ』は弁証的議論の為のトピックス（dialectical topics）についての書であるが、アリストテレスはここではトピックの定義を明確には与えていない。又、『レトリック』においても弁論的議論の為のトピックス（rhetorical topics）は類似の複数のエンテュメーマ（enthymemes）に共通する原理であると書いているが、明確に定義しているわけではない。しかしアリストテレスのトピックスの大部分は、先ず議論構成の第一歩となる一般的な指示を与え、次にその議論の筋道・骨格を述べ、続いてその議論を担保する一般的な原理なり規則を加えている 。例えば、「もしあるものの付帯性に反対があるならば、そのあるものにその付帯性の反対が属するかどうかを調べてみる。もし付帯性の反対がそのものに属するならば、その付帯性は同じものに属することができないことになる。何故ならば、相反する述語が同じものに同時に適用されることはできないからである。」というトピックでは、「もし付帯性の反対があるものに属するならば、その付帯性は同じものに属することができない」が構成しようとしている議論の筋道・骨格であり、「相反する述語が同じものに同時に適用されることはできない」が議論の筋道・骨格を担保する一般的な原理なり規則である。このように、彼の弁証的議論の為のトピックスは特定の分野の議論ではなく、複数の一般的な議論に共通する原理であり、議論を組み立てるのに用いる指針であるということができる。後のキケロやボエティウスのトピックスは、アリストテレスとは少し異なって、成文ではなくいわばそれらを代表する単語や句の形をとる。
第2巻以下において、アリストテレスは300以上のトピックスをリストアップし、それらを述語の形態（predicable）に応じて以下のように四つのグループに分類している。
議論は命題によって開始され、推論の対象は何らかの問題であるが、いずれの命題も、いずれの問題も、 類 (genus)、又は、固有性 (peculiarity)、又は、付帯性 (accident) を表す文である。このうち固有性には本質を表すものとそうでないものがある。本質を表すのは定義であり、そうでないのは特性 (property)と呼ばれる。従っていずれの命題も、いずれの問題も定義、特性、類、付帯性の四つの形態の述語によって形成されており、アリストテレスはトピックスをこれらの四つのグループに分類している。付帯性に関する問題に有用なトピックスは第2巻と第3巻、類に関するトピックスは第4巻、特性についてのものは 第5巻、定義に関するものは 第6巻と第7巻において、夫々取り扱われている。なお、最後の第8巻には弁証術の実践に関する戦略、アドバイスが与えられている。トピカの構成の詳細については例えば トピカ (アリストテレス)を参照。

#### アリストテレスのトピックスの例
以下に『トピカ』からトピックスの三つの例を挙げる。
- 二つの事柄が非常によく似ていてどちらが優れているか判断できないときは、それらがもたらす結果について考えてみる。何故ならば、より良い結果をもたらすものの方がより望ましいし、もし結果が悪いのならばより悪くない方がより望ましいからである。但し、向かう方向によって二つの異なる結果が生じ得る。例えば、あることを学習しなくてはならないとすると、学習してしまえばそのことを知っていることになるが、逆に言えば、学習する前はそのことを知らないということで、これらのいずれもが学習ということから帰結される。このトピックは指針であり述語形態の中の付帯性に分類される。

- あるものがある類に属すると言われた場合、そのものと同じ種のもののうちでその類に属さないものがあるかどうかを調べてみる。例えば善が快楽の類であると言われた場合、いろいろな快楽のうち善でないものがあるかどうかを調べてみる。もしそのような快楽があれば明らかに善は快楽の類ではない。なぜならば、類は種の全てのメンバーを含まなくてはならないからである。又、その類がそのものの本質についてではなく付帯性として述べられていないかどうかを見てみることも考えられる。もし付帯性として提示されていればそれは類ではない。なぜならば付帯性というものはそのものに属すかもしれないし、属さないかもしれないからである。例えば、雪について白が類として提示されたとする。この場合雪は白の種ではない、即ち、白は雪の本質ではないから白は雪の類ではない。このトピックは指針であり述語形態の中の定義及び類に分類される。

- 特性についての命題を論破するためには、本来的に帰属する属性を表現するつもりであるのに、それが全ての場合にあてはまるかのように述べられていないかどうかを調べてみる。なぜなら、一般的には、特性として述べられたことは全ての場合にあてはまるとは限らないからである。例えば誰かが「二足歩行は人間の特性である(biped is a property of man)」と言った場合、その人は人間の本来的な属性を述べようとしているのであるが、その表現 (man) では、二足歩行は人間というもの(人間全般)の属性として述べられている。しかし全ての人間が二足歩行であるとは限らないのでその表現は正しくない。このトピックは指針であり述語形態の中の特性に分類される。

### レトリック
アリストテレスの著『レトリック』は法廷や政治の場における弁論術について書かれたものである。このような場合の議論、即ち、弁論的議論、は対話ではなく、一人の話者が複数の聴衆を説得しようとする形をとり、一方的に、中断することなく最後まで話し続ける。話者は、一般的に受け入れられていると思われる命題（一般的に受け入れられている命題も含む）から出発してエンテュメーマ（省略三段論法）を用いて、議論の相手を説得しようと努めるのであるが、弁論術の三つの要素である論理的な整合性（ロゴス）、聴衆の感情や理解の程度（パトス）、話者自らの信頼性、人柄（エトス）など説得する助けになるすべてのことを考慮する必要がある。
アリストテレスの定義するところによると、レトリック(rhetoric, 弁論術)とは、いかなる弁論的議論においても相手を説得しうるような手段を認識する能力のことである。弁論的議論は構造的には弁証的議論と同じ形をとるが、違いは、弁証的議論が議論に熟練した聴衆を対象に理論的な問題に関して真実を追求するのに対し、弁論的議論は法廷において有罪か無罪の採決をするなどと言った実用的な議論において、一般の、必ずしも専門家ではない、聴き手を説得しようとすることにある。『レトリック』においてアリストテレスは、更に、弁論的議論を聴き手が誰であるかによって、議会弁論、法廷弁論、演説的弁論の三つの種類に分類し、上記の弁論術の三つの要素及びこれら三種の弁論的議論について詳しく説明し、分析しているが、それは議論を組み立てるに際して有用な経験則、即ちトピックスの集大成にもなっている。トピックはこの書においても明確に定義はされていないが、第2巻 第26章では、エンテュメーマの要素乃至はトピックというのはあるものが大きいか小さいかを示すのに使用できる（すなわちある特定の目的のための）いくつかのエンテュメーマを包含する見出しであると言っている。
『レトリック』で取り上げられているトピックスの例として少し長くなるが次のようなものがある。すなわち、第2巻 第2章で怒りとは何であるか、どのような性質のものなのか、何を対象にするのかなどについて分析した後、第2巻 第3章で、アリストテレスは温和について検討し、最後に要旨以下のように言っている：「聞き手の怒りを鎮めようとするならば、怒りの対象である人物が、或いは恐るべき相手であるとか、或いは尊敬すべき人物であるとか、或いは恩人であるとか、或いは心ならずも怒らせてしまったとか、或いはそのことについて非常に心を悩ませているなどといった怒りの原因を取り除くような議論を進めなくてはならないことは明らかである」。これは弁論的議論を進めるための指針であり弁論的トピックに他ならない。
『レトリック』第1巻及び第2巻にはこのようなトピックスが数多く集められている。最終巻である第3巻では同じ一つのことを表現し、伝達するいろいろの方法、即ち、スタイルについて述べている。良いスタイルとはどのようなものなのかを検討し、それを達成するには何が必要なのかが考察されている。ラップによるとここで取り扱われている隠喩は現代に至るまで重視されている。

## テオプラストス
アリストテレスに始まるトピックスの概念は、彼のアカデメイアにおける後継者であり、逍遥派のリーダーであるテオプラストス（Theophrastus 紀元前371年 – 紀元前287年) によって継承されるが、少し異なった解釈を与えられる。
テオプラストスの著『トピカ（Topica）』は現存しないが、アフロディシアスのアレクサンドロス (Alexander of Aphrodisias) の伝えるところによると、テオプラストスはアリストテレスのトピックスについて「指示（paraggelma, instruction）」 とトピックを区別している。即ち、彼はアリストテレスのトピックスは次のように三つのレベルに分類されると解釈する。
一番上のレベルは「指示」と呼ばれるトピックスである。これらは一般的で抽象的な用語によって表現され、下のレベルのトピックスがそれらを用いて見つけ出される。これらは議論すべく与えられた問題を分析するについての簡単で一般的な指示を与えてくれるものである。例えば、「対応するものに注目する必要がある」 という「指示」があるが、この簡単な指示は、議論を組み立てるに際して、与えられた命題の中の項に注目し、それに対応する概念について考察するように示唆している。
「指示」のすぐ下のレベルのトピックスは単にトピックスと呼ばれるが、これらは与えられた問題を解くための推論に用いることのできるような、即ち、前提を結論に結びつけることのできるような原理である。例えば、「あるものに対してあることが成り立つならば、それと対応するものについても同じことが成り立つ」という命題はテオプラストスの言う第二のレベルトピックスの一つであり、「対応するものに注目する必要がある」という一番上のレベルの「指示」によって導き出される一つの命題である。
第三のレベルのトピックスは上記二番目のレベルのトピックスから導き出されるエンドクサ的な前提となるものである。例えば「あるものに対してあることが成り立つならば、それと対応することについても同じことが成り立つ」という第二レベルのトピックから「ある特定のものAが高価であるならば、それと同様の特定のものBも高価である」というより具体的なエンドクサ、即ち第三レベルのトピックが導き出される。
以上のようにテオプラストスによるトピックスは、問題解決のための原理とそれらを引き出すことのできる要素とも言うべき「指示」を明確に区別していて、アリストテレスの意味するところとは少し異なっている。
この後、キケロ、テミスティウス、ボエティウス等はトピックスとして上記の第二レベルのトピックスではなく種差を用いるようになるが、スタンプはその萌芽がこのテオプラストスの「指示（paraggelma, instruction）」に見られるとする。
テオプラストスの後、現存する文献による限りでは、西欧においては、キケロの紀元前43年 の『De oratore』に至るまで、およそ二世紀の間アリストテレスのトピックスが取り上げられることはなかった。テオプラストスの解釈は, テミスティオスに影響を与え、より一般的、抽象的な形をとってボエティウスに至る。

## キケロ
マルクス・トゥッリウス・キケロ (Marcus Tullius Cicero; 紀元前106年 – 紀元前43年) は共和政ローマの政治家，弁護士、哲学者で紀元前63年には執政官を務めた。古来最もよく知られた弁論家の一人であるが、単に演説をするだけでなく、弁論術、修辞学に関する著述を残してもおり、またラテン散文の完成者とも称されている。混乱の共和政末期に，共和政の擁護者として活躍する。
古代のレトリックはキケロによってまとめられ、キケロから発展したとも評される。キケロは、弁論家は与えられた当面の論題のみについての知識、教養だけではなく人間生活一般について広く知る必要があると主張した。この考えは、キケロの時代だけでなく、その後2000年以上の年月を経た時代にも広く受け入れられ、世界の多くの大学で一般教養が必須とされている。
トピックスに関する著作には、弁論術の理論の基本の著として中世からルネサンスを通じて読まれた『発見について（De Inventione）』(紀元前84年頃) 、対話形式の弁論術の原理の書である『弁論家について（De Oratore）』(紀元前55年) および 『トピカ（Topica）』(紀元前44年) がある。
キケロは『発見について』においては、弁論家（rhetorician）がその議論を支えるのに必要な題材を発見することに主眼を置いていて、アリストテレスの『Topica』や 『Rhetoric』、また自身の『De Oratore 』及び『Topica』に見られるような議論を組み立てる助けになるようなパターン、すなわちトピックスについて直接述べることはしていない。『De Oratore』および『Topica』はいずれもトピックスについて述べているが、『De Oratore』は弁論的議論一般についてであるのに対し、『Topica』は弁論的議論のうちでも政治的、法律的な議論が対象になっている。

### キケロのトピックの定義
『トピカ（Topica）』において、キケロはまずトピックの概念を定義している。彼によると、論者の議論がよって立つ論拠は不確かな見地に対して信頼性を与える根拠であるが、アリストテレスはそれ等の論拠が置かれている場所をトピックと呼んだとしている。議論を組み立てる（「発見」）にあたっては、論者は具体的な形を取っていない所要の論拠が蓄えられている場所、即ちトピック、を探し出しそこにある論拠を具体的な形で表現する、即ち、討議すべき問いについての論述を論拠に基づいて音声や文字の形で創りだすことになる。その際、問いは何なのか、何故その問いを取り上げるのか、何について判断を下すべきなのか、賛成（反対）の理由は何なのか等が検討されることになる。実際に組み上げた論述に矛盾がないことを検証することが論拠乃至は論述の「評価」である。
アリストテレスはこの「発見」と「評価」の両者について詳しく考察していて、彼のトピックスは場所ではなくそこに蓄えられている論拠乃至は論述そのものを意味するようであるが、それが何であるかははっきりとは定義されていない。それらのあるものは論述を組み立てるに際しての指針であり、あるものは評価を行うに際して用いる原理である。しかし大部分のものはラップ (Rapp) も言うように、先ず議論構成の第一歩となる一般的な指示を与え、次にその議論の筋道・骨格を述べ、続いてその議論を担保する一般的な原理なり規則を加えている。中には更に例を挙げたり、どのように使用するかを述べているトピックスもある。キケロは、ストア派にいたっては、結果としては論理学を発展させることにはなったが、発見という面は無視して評価のみに注目していると評している。
キケロのトピックスは論拠が置かれている場所であって、成文ではなく論拠乃至は第一原理の中の単語ないしは句によって名付けられるが、それらをどの様に使って論述を組み立てるかについてのアルゴリズムのようなものは示されていない。

### キケロのトピックス
議論を組み立てるに際して使用する論拠を見つけ出すには問いに関連したトピックを見つけ出す必要があるが、その際に重要なことは、議論が何についてのものであるか、即ち主題と呼ばれる問いの主語又は述語を知り理解することであり、又どのトピックがその主題とどのように関わり合っているかを知ることである。論述を含んでいるトピックスのあるものは主題と密接に関わっている（内在的トピックス）が、直接関係はなく主題を取り巻く周囲の状況から導き出されるトピックス（外在的トピックス）もある。

#### 内在的トピックス
主題に内在する論述、即ち、主題と密接に関わる論述は、主題全体か、その部分か、その意味か、又は主題と何か関係のある事柄かのいずれかから導かれる。論述が、主題であるものごと全体から掘り起こされる場合は、下記の例に見られるように、「全体より」というトピックが適用され、主題の定義について考察がなされる。主題の各部分に注目する場合は「部分の列挙より」というトピックが使用される。論述が主題の名前の意味から導かれるならば、使用されるトピックは「意味より」である。
論述が主題に関係しているもののうちに求められる場合は、それらが何によって関係付けられるかによって更に以下の様なトピックスに分けられる。即ち、「同族語より」、「類より」、「種より」、「類似性より」、「差異より」、「反対より」、「随伴するものより」、「前件より」、「後件より」、「矛盾より」、「原因より」、「結果より」、「比較より」、などである。「比較より」は更に、それぞれ「より大きいもの」、「より小さいもの」、「等しいもの」との比較の三つに細分される。但し、ここで大きい、小さいというのは文字通り大きい、小さいということではなく、広義に、例えば、大きいは、強い、広い、高い、重い、長い等を意味する。
トピックスとその使用例：
トピックスの最初の例としてキケロは“市民法は役に立つか？”という問題をとりあげ、それに対して「全体より(from the whole)」というトピック即ち定義を適用して以下の論述を求めている：
次の例は論述が名前の意味から導かれる場合である。ここで使用されるトピックは「意味(sign)より」である。例えば 法律が、assiduus（納税義務のある市民）の訴訟担保人はassiduus でなくてはならないと命じていることからすると、富裕者の訴訟担保人は富裕者でなくてはならないと言うことになる。なぜなら、assiduus は asse dando （金銭を与える）に由来するので、富裕者もassiduusとなるからである。この場合の論述はassiduus の意味に基づいている。
三つ目の例は主題に関係したところから取られるトピックスの一つ「比較より」である。このトピックは更に「より大きいもの」、「より小さいもの」、「等しいもの」それぞれとの比較の三つに細分される。このうち「より大きいもの」というトピックは、より大きいものについて妥当なことはより小さなものについても妥当であるべきである、という論述を含む。従って、例えば制限の範囲の大小に関して、各種の制限が市において規定されていなければ、誰も水を止めるように強制されないということが妥当であると結論できる。何故ならば、水についての制限は各種の制限の中の一つだからである。

#### 外在的トピックス
主題と関わりのないところから導かれるトピックスもあり、それらは外在的トピックスと呼ばれる。これらは話者が発見するものではなく、既に存在するもので、例えば証言とか、公式記録とか、世論、専門家とか聖職者などの権威に基づくもの、非常な苦痛の下での発言など必然的で疑う余地のないものなどがある。
キケロは『トピカ』において以上のような内在的及び外在的トピックスそれぞれについて具体的な例を挙げて説明をしている。

### 問いのタイプとトピックス
トピックスを列挙しそれぞれについて説明をしたのち、キケロは問いを分類し、それぞれの問いのタイプについてどのトピックを用いて議論を組み立てるかを説明している。それは明確なアルゴリズムを与えるものではないが、与えられた問いについての論述を求める方法を示唆している。ただし彼の考察している議論は政治的・法律的な議論であり、弁論的であって弁証的なものではない。
キケロは先ず問いには特定的 (definite) な問いと一般的 (infinite) な問いがあるとする。特定的な問いは、ある特定の人、場所、時間、行為、および、物のすべて又はそれらの大多数のものによって決定され、一般的な問いはそれらの一つ以上によって決定されるが、必ずしも最も重要なものによるとは限らないようなものである。
問いは、又、理論的なものと実践的なものの二種類にも分けられる。理論的な問いは理論的な事柄についての問いで、科学的な考察を目的とするものである。例えば法は自然からくるものなのか、それとも人間同士の契約(covenant)と合意(bargain)から来るものなのかを問うのは理論的な問いである。一方の実践的な問いは、例えば、賢者は政治にかかずらわるべきであるかどうかを問うようなものである。

#### 理論的な問い
理論的な問いには
をそれぞれ問う三つの種類がある。

##### 存在が問われている場合
この場合推定の方法が用いられるが、推定は次の四つの部分に分けられる。
このうち存在するものとは、目で見、体で触れることのできるものであると定義されているので、五感によって調べればよい。残る三つの場合に適用されるトピックスとしては「原因より」、「結果より」がある。

##### 何なのかが問われている場合
理論的な問いの第二は定義が問われているのであるが、この場合は、概念、特性 、分割 、及び、部分列挙が説明されなくてはならない。又、性格描写もこれに含まれる。従って以下の様なトピックスが考慮される。即ち、「意味より」,「同族語より」、「類より」、「種より」、「類似性より」、「差異より」、「反対より」、「随伴するものより」、「前件より」、「後件より」、「矛盾より」、「原因より」、「結果より」、「比較より」である。なお、「比較より」は更にそれぞれ「より大きいもの」、「より小さいもの」、「等しいもの」との比較の三つに細分される。

##### 如何なるものなのかが問われている場合
如何なるものなのかが問われる場合、それは単純に問われるか、比較によって問われるかのいずれかである。
- 単純な問い

何が求められ何が避けられるべきであるか、何が正であり何が不正であるか、 何が名誉であり何が恥ずべきであるかが問われる。
これらのうち何が求められ、何が避けられるべきかという問いの場合、精神的、肉体的ないし外的なものが有益であるか有益でないかが議論される。正と不正について論じるときは公平性（衡平）に関するトピックスが考慮される。名誉と恥について問うときには、弁論は全体として精神の善と悪に向けられねばならない。
- 比較による問い

比較による問いには、比較のトピックスにおいて列挙したトピックスがあてはまる。

#### 実践的な問い
これらの問いのタイプは全て一般的な問いに属する。従ってトピックスについても同様である。

#### 特定的な問い
最後に特定的な問いについてであるが、トピカではキケロは法廷での議論や政治的な議論を念頭においていて、それは必ずしも弁証的議論一般に適用されるものではない。使用されるトピックスは一般的な問いのトピックスが政治学的・法律的な場合に適用されたものであって、両者は従って多くのことを共有する。特定的な問いには、法廷弁論、審議的弁論（議会弁論）、演説的弁論それぞれにおける問いの三種類がある。これら三種の弁論に関してどのようなトピックスを用いるかはそれぞれの目的から知ることができる。法廷弁論の目的は正義（法）であり、従って衡平のトピックスが適用される。議会弁論の目的は有用性であり、それについては比較のところで触れている。演説的弁論の目的は名誉であるが、これについても比較のところで述べている。しかし特定的な問いには、いわばそれぞれに固有なトピックスがあってキケロは法廷弁論、審議的弁論（議会弁論）、演説的弁論それぞれについていくつかの例を挙げている。例えば、法廷弁論において、訴追者は人を何らかの行為のかどで告発するが、弁護人はこれに次のうちの一つで応じる。つまり、その行為はなされなかった、 あるいは、もしなされたとしても、それは別の名前で呼ばれるのが妥当である、あるいは、それは合法的に正しくなされた、のいずれかである。これらは法廷弁論において用いることのできるトピックスの例である。

## テミスティオス
テミスティオス(Themistius; 紀元317年 – 紀元390年頃) はローマ帝国の高官であり修辞学者であるが、ボエティウスとイブン・ルシュド(Ibn Rushd, Latinized as Averroes; 紀元1126年 – 紀元1198年)によると、彼はアリストテレスの『トピカ』のパラフレーズを書いている。このパラフレーズは現存しないが、アヴェロイーズの著にその一部が書き残されており、又ボエティウスはその著 『De topicis differentiis』（以下De top. diff. と略す）においてテミスティオスのトピックスを詳しく説明し、それがキケロのトピックスと同等であることを示している。以下では主にボエティウスのこの著に従う。

### テミスティオスのトピックの定義
アヴェロイーズはトピックスについての注釈書（commentary）の中でテミスティオスのトピックの定義について書いていて、それによると、テミスティオスは、トピックは一般的な命題であるが、演繹 (syllogism) の中の他のどの命題よりも真に近い命題、 即ち第一原理、であると定義し, あるときはそのような命題自体が、又ある時はその意味と効果(force)が演繹の中で用いられると言っている。しかし、スタンプによると、アヴェロイーズの言うことは、トピックの性質に関しては、テオプラストスとテミスティオスには基本的には違いがない、と解釈できるとしている。即ち、テミスティオスは種差のようなものもトピックと考えることができるとしていたようである。この点については異論もあるようであるが、詳細は例えばスタンプを参照されたい。
一方、ボエティウスによると、テミスティオスは第一原理の種差についてかなり詳しく考察しており、又、問いから種差を通じて該当する第一原理を求め論述を発見することができるので、種差もトピックと考えることができ、従って、De top. diff. では、種差がテミスティオスのトピックであるとみなしている。以下ではボエティウスに従って種差をテミスティオスのトピックとする。
第一原理、種差及びそれらが推論に使用される例としては、例えば、「長く続くものは、短い間しか続かないものよりは良い（両者共良いものであるとして）」という第一原理があるが、これは「有効な原因」という種差のもとに分類され、例えば、次のように前提 (1) 及び (2) から結論 (3) を得るという推論に使用される。
- (1) 王による統治は執政官による統治より長く続く（両者共良い統治であるとして）。
- (2) 長く続くものは、短い間しか続かないものよりは良い（両者共良いものであるとして）。
- (3) 従って、王による統治は執政官による統治よりも良い[26]。

この場合、第一原理は前提の一つとして三段論法の中にそのまま使用されて論述（弁証）を構成している。
第一原理は、又、三段論法の外にあって論述の骨格を示すこともある、即ちその効力が利用されている。例えば「類の定義が当てはまらないものはその類には属さない」という第一原理は「定義より」という種差のもとに分類され、次のように前提 (4) 及び (5) から結論 (6) を得るという推論に使用される。
- (4) 動物とは五感で知覚することができる生命のあるものである。
- (5) 木は五感で知覚することができる生命のあるものではない。
- (6) 従って、木は動物ではない。

即ち 「木には動物の定義は当てはまらないので木は動物ではない」という命題は上記の第一原理「類の定義が当てはまらないものはその類には属さない」の一つの特定の場合であるので、この推論は正しいということになる。
尚、種差は第一原理を抽象化したものでもあるからその数は第一原理よりも遥かに少なく、論述を見つけ出すという点ではより実用的であると考えられる。

### テミスティオスのトピックス
トピックスは論述を構築するにあたって使用されるものであるが、論述は与えられた問いに対するものであるから、キケロの場合と同様に、当然問いの中の主題に関連したものが先ず考えられる。それには主題の実質から取り出されるものか、または主題の実質に関係したものから導き出されるものの二種類がある。これらはいずれも主題の実質に関係したものであるので内在的トピックスと呼ばれる。それらとは別に、主題の実質とは関係の無いところからとられるトピックスもあるが、それらは外在的トピックスと呼ばれる。テミスティオスの場合、更に、それらのいずれにも属さない、両者の間に位置するトピックスがあり、それらは中間トピックスと呼ばれる。
内在的トピックスは主題の実質に注目するものであるから、先ず、「実質より」 というトピックが考えられる。実質を説明するものには実質全体に関わるものと部分を考慮するものがある。前者には「全体より又は類より」、「（実質の）帰結より」及び「定義より」というトピックがあり、後者には「部分列挙又は種より」というトピックがある。
また、実質はときに定義ではなく叙述によって説明されることがある。即ち、「叙述より」というのも実質から取り出されるトピックである。ここで叙述は、実質の特性を表す付帯性か実質の類とは別の特徴によって実質について述べるものである。更に、物事の名前はしばしば実質を表すことがあるので名前の意味を考えてみることも助けになり得る。即ち、「名前の説明より」というトピックがある。
実質から導かれるトピックスとしては、他に、「原因より」、「物質・材料より」、「形態より」、「目的より」、「効果より」、「破壊より」、「使用より」、「関連した付帯性より」、があるが、これらのトピックスでは論述は実質と並在するもの乃至は実質に付随するものからとられる。例えば、「効果より」 は 「もし住まいが良いものであるならば、住まいを建てることは良いことである」 を示唆する、即ち、住まいが良いものであることの効果である。「関連した付帯性より」 は必ずしも常にではないが、注目している実質に一般的には欠けることはない特性についてのトピックスである。例えば「賢人は後悔しない。なぜならば後悔というものは悪い行いに伴うものである。しかし悪い行いは賢人のすることではない。従って賢人は後悔しない。」という論述における「悪い行いはしない」というのは賢人の付帯性である。
次に外在的トピックスとしてテミスティオスは、以下のようなものを挙げている。「判断より」、「類似より」、「より大きいものより」、「より小さいものより」、 「相反より」、「相対的な意味を持つ語より」、「喪失と所有より」、「肯定と否定より」、「割合より」、「変換より」がそのようなトピックスである。ここで 「判断より」というのは、例えば、「すべての人、多数の人、又は、賢人に真だと思われることには反論をしない」というような第一原理を示唆するようなトピックである。また、「肯定と否定より」というトピックは、例えば、問いを否定することによって問いが肯定できるかどうかを調べてみることを提案するトピックである。
三番目は内在的でもなく外在的でもない中間のトピックスで「変化形 (case) より」、「同根語より」、「分割より」がある。ここで変化形というのは名詞から副詞へなどの品詞の間の変換を指しており、「分割より」と言うのは否定によって現れる二者択一とか、類の種への分割などを意味し、矛盾を導き出したり、網羅的に証明したりするのに用いることを指示する。
テミスティオスのトピックスは以上の28種で、ボエティウスはDe top. diff. の第2部においてこれらのトピックスそれぞれについて例を挙げて詳しく説明している。続く第3部でボエティウスはキケロのトピックス即ち種差について説明し、それらがテミスティオスのトピックスを含み、又、逆にそれらに含まれると言う意味で両者が同等である事を示すが、それら及び第4部については次のボエティウスの項で述べる。

### トピックスと第一原理の例
ここではテミスティオスのトピックスとそれらに対応する第一原理の例を四つあげる。
トピック：定義より
第一原理：定義に無いものは定義されているものにも無い。
使用例：動物とは知覚することのできる生物である。しかし木は知覚することのできる生物ではない。従って木は動物ではない。
トピック：名前の説明より
第一原理：名前の説明により明らかになる物事がある。
使用例：哲学をするというのは知識を愛することである。知識を愛することは良いことである。従って哲学をするのは良いことである。
トピック：前件よりと後件より
第一原理：一旦前件が主張されたなら後件はそれに従い、後件が取り除かれれば前件も取り除かれる。
使用例：もしそれが人ならば、それは動物である。しかしそれは動物ではない。従ってそれは人ではない。
トピック：相反より
第一原理：相反するものは共には起こり得ない。
使用例：睡眠と覚醒は相反するものである。いびきは睡眠に付随するものである。従っていびきと覚醒は共に起こらない。

## ボエティウス
ボエティウス (Anicius Manlius Severinus Boëthius; 紀元480年頃 – 紀元524年) は紀元480年頃ローマ貴族の家系に生まれ、幼くして孤児となり貴族シンマクスに養われる。アテナイに留学し、帰国後は研究生活を送る。この前後に恩人シンマクスの娘と結婚している。
時のイタリアの支配者、 東ゴート王国のテオドリック王に仕官し、貨幣制度の改革などに関わる。510年には西ローマ帝国の執政官となり、522年には彼の息子二人も執政官となるほど王の信任を得ていたが、524年、かつての執政官アルビヌスの反逆に与したという嫌疑でパヴィアに投獄され、処刑された。
獄中で書かれた『哲学の慰め (De consolatione philosophiae) 』はよく知られているが、これを含めて神学、数学、音楽、論理などの分野にわたって数多くの著作を残している。当時のローマにおいて数少ないギリシア語、ギリシア文化を解する政治家・哲学者で、 論理関係においては、彼はプラトン及びアリストテレスの著作のすべてをラテン語に翻訳するという壮大な計画をもっていたが、処刑のためもあって達成されなかった。しかし、アリストテレスの論理に関する著書、特に、『[オルガノン]』のうち『分析論後書』を除く『範疇論』（『カテゴリー論』とも）、『命題論（On Interpretation）』、『分析論前書』、『トピカ』、『詭弁論駁論』、並びに解説・注釈・論評の大半をラテン語に翻訳し、それらについて自らも論評を書いている。これらはのちに Old Logicと呼ばれるもので、この後12世紀中頃までの中世人の論理についての知識の全てであったとされる。この項の主題であるトピックスに関しては『In Ciceronis Topica』（以下ICTと略す）と『De topicis differentiis』（以下De top. diff.と略す）の二書がある。

### トピックスに関しての時代的背景
ボエティウスの頃,トピックスに関しては、ギリシャにおける、テミスティオスに代表される弁証論的な立場に立つものと、ローマにおける、キケロの『トピカ』に示される, 弁護士たちによって使用され、より実用的で、弁論的なトピックスの二つの主要な流れがあった。いずれもアリストテレスの『トピカ』に発するものであるが、先に述べたように、テミスティオスはテオプラストスのストラテジー（即ち問いの種差）をトピックとしているようであり、後に、ボエティウスは種差をテミスティオスのトピックとして扱っている。これに対し、キケロはその著『トピカ』において論述の構成、組み立てに注目し、そのために用いるトピックスについて述べているが、それらは種差である。又、対象となる論述は、必ずしも自明の理のみに基づくものばかりではなく、例えば神や聖職者などの権威に依拠する論述も考慮に入れているので、そのトピックスは弁論術的なものである。ボエティウスは、De top. diff. の第3部において、これら二種類のトピックスを詳細に検討することによって両者が、弁証論のトピックスとしては、本質的には同じものであることを示し、更に、第4部において弁論術的なトピックスについても検討し、弁証論的なトピックスがより基本的で、普遍的で、弁論術的なトピックスはそれを拡張したものであることを示している。

### トピックスに関する著作
トピックスに関する二書のうち最初のICTはキケロのトピカの解説書であって、ボエティウスはキケロのトピックの定義から始め、その意味するところを考察し、第一原理及びその種差のいずれもが論拠が取り出される場所であり、従っていずれもがキケロのトピックの定義を満たすことを示した。彼は又与えられた論題に対する論述の発見はその三段論法の中間項の発見に他ならないことに注目し、そのことに関しての種差の役割を指摘している。続いて、キケロのトピカに現れるトピックスが展開され、順序付けられ、使用される例などが詳しく説明されている。第二の書 De top. diff. においては、ボエティウスは議論構成の過程の一つである発見、すなわち、議論を創り出す過程について考察しているが、主としてその発見の主要な手段であるトピックスが取り扱われている。
De top. diff.は4部からなるが、ボエティウスはまず第1部では、言明（文）、命題、論拠、論述、第一原理、種差、などの基本的な概念を定義し説明している。
第2部ではキケロによるトピックスの定義の意味を考察し、テミスティオスの言う第一原理及び種差のいずれもがトピックスであることを示した。第一原理は論拠を発見する上では何の役割も果たさないが、論証的な議論を担保するのに必要である。一方の種差はいわば第一原理類に属する種の見出しであり、演繹（三段論法）の中間項を探し出すのに用いることができる。テミスティオスのトピックスはアリストテレスの指示のようなものを含まないが、指示は枝葉を取り去る（抽象化を進めて行く）と残るのは論題の中の項になるので、第一原理と同様、種差によって分類することができ、探し出すことが出来る。この定義に基づいて彼は、テミステイウスの28のトピックス、即ち種差、を検討し、論述の発見の過程においてそれらをどのように使用することができるかを例を用いて示している。これについては既に上記テミステイウスの項で述べた。
続く第3部でボエティウスはキケロのトピックスについて説明し、それらがテミスティオスのトピックスを含み、又、逆にそれらに含まれると言う意味で同等である事を示す。
第2部および第3部では議論は全て弁証的なものが仮定されており、従ってトピックスも弁証的議論の発見に用いられるものである。最後の第4部では、ボエティウスは弁論的議論がどのような性格のものであるかを調べ、それが弁証的議論を個別の場合に応じて特定化したものであることを示している。但し、ここでの弁論的議論というのはキケロに従って政治的な事物に関する議論に限定されている。従って、弁証的議論における問いは一般的で、諸々の状況にとらわれることはないためそこにおいて使用されるトピックスはより広い範囲に適用され得るものとなる。

### キケロとテミスティオスのトピックスの同等性
De top. diff. の第3部でボエティウスはキケロとテミスティオスのトピックスの同等性を立証しているが、それは両者の間の相違は基本的には分類の基準の違いにあるということに基づいている。例えば幾何において三角形を分類するのに角度を基準にすると直角三角形、鈍角三角形、鋭角三角形に分類されるが、辺の長さを基準にすると正三角形、二等辺三角形、不等辺三角形に分類される。しかし、いずれの分類でもどの三角形もいずれかのグループに属し、従ってどちらの分類でもそれに属するグループのメンバーは他の分類の一つ乃至はそれ以上のグループに分割吸収される。キケロとテミスティオスのトピックスについても同様で、De top. diff. の第3部において、ボエティウスはそれぞれのトピックについて、その意味するところを検討することによってそれらの間の対応を調べ、例えば、直角三角形はもう一方の分類では二等辺三角形か不等辺三角形に分類されるというように、トピックスが過不足なく互いに対応し合うことを説明している。但しその対応は必ずしも一対一とは限らない。以下にその例を挙げる。

#### キケロのトピックスからテミスティオスのトピックスへ
キケロのトピックスに対応する（を含む）テミスティオスのトピックスについては、例えば、キケロの「全体より」というトピックはテミスティオスでは 「実質より」というトピックに相当する。何故ならば実質に関することは定義によってのみ示され、定義は全体を示すものであるからである。従ってキケロの「全体より」というトピックに対応する第一原理は全てテミスティオスでは 「実質より」というトピックによって代表される。又、部分について述べる時はすでに分割がなされているのであるから、キケロのトピック「部分の列挙から」はテミスティオスの「分割から」に含まれる。以下他のトピックスについても同様にそれぞれの意味するところを比較することによって対応が示される。

#### テミスティオスのトピックスからキケロのトピックスへ
逆にテミスティオスのトピックスに対応するキケロのトピックスについては、例えば、テミスティオスのトピック「使用より」は、その結果何かが作り出されるような使用であるならば、その使用はその結果の原因であるから、このトピックはキケロのトピック「原因より」に対応する。もし、例えば、何かに何かをさせるなどのように、何かを作り出すのではなく単に使用が示唆されるのなら、これはキケロのトピック「効果より」に対応する。
以下同様にしてボエティウスはキケロとテミスティオスのトピックスを分析し、それらが互いに相手のトピックスを過不足なくカバーし合っていて、従って基本的には両者は同等であるということを示した。

### 論述の発見法
キケロは問いの種類によって使用可能なトピックスを列挙しており、それに基づいて与えられた問いに対するトピックを発見し、論述を求めている。
これに対し、ボエティウスは先ず、論述は全て基本的には推論（三段論法）であると言う。すなわち或る前提から必然的に導かれる、前提とは異なる結論を得ることが推論、即ち、論述である。従って論述を組み立てるためには前提から結論へ至る中間項（乃至は命題）を見つけ出す必要がある。「A は B に属する」 という結論を得るには 、主語（A）と述語（B）の両者に関連したある項 Cがあって、「A は C に属する」 と 「C は B に属する」 という命題があれば良い。そのような項Cを求めるのにCの指標となるもの、即ち探索の方向を示すものとしてボエティウスは主語又は述語の種差を用いる。このようなCについて 「A は C に属する」 と 「C は B に属する」 といったような第一原理か、そうでなければ、第一原理から導かれる命題を求めれば推論が構成される。例えば、「全ての人は実体である (全ての人は実体という類に属する)」 ということを支持する議論を組み立てたいとする。この場合これを結論とする推論を組み立てるのであるが、まずこの結論の二つの項、即ち「人」と「実体」に注目し、これらに関係する種差を探す。この場合使用できる種差の一つとして「類」が考えられる（テミスティオス又はキケロのトピックス・種差を参照）。そこで 「人」と「実体」の間に存在する「類」を探してみると「動物」があり、これら三つの項、「人」、「実体」、「動物」、の間には「全ての人は動物である」 と「全ての動物は実体である」といった関係がある。それらを前提として用いると「動物」を中間項とする推論が形成され、「全ての人は実体である」という結論が得られる。即ち、求める推論は以下のようになる。
尚、この演繹は種差 「類」のもとにある第一原理「種には類の定義が当てはまる」によって保証される。
この例の場合、他にも、例えば、種差「定義」を用いることができる。第一原理としては「あるものの定義で述べられていることは定義されているものと一体である」が適用される。即ち「全ての動物は実体である」から、動物と実体は一体であり、従って「全ての人は動物である」から「全ての人は実体である」が帰結される。

### 功績と影響
トピックスに関してのボエティウスの功績としては、先ず、第一原理とその種差から成るトピックスの定義を与え、トピックスの二つの機能、即ち、論述を支持することと論述を発見する助けとなることをより明確にしたことがある。次に、論述は全て推論であるとして、基本的には、論題の二つの項を結びつける中間項に相当するような種差を求めることによって論述を組み立てるというシステマティックな方法を確立した。更に、これらに基づいてキケロとテミスティオスのトピックスを比較し、それらが論述を求めることに関して同等であることを示した。
彼は、又、弁論的議論についても考察し、それが弁証的議論の延長で、従って弁証的トピックがより基本的なものであることを示した。その結果、当時の弁論的議論への傾向を、より基本的、一般的で、広い範囲に適用される弁証的議論へ導くことになった。
ボエティウスはよく知られているように、アリストテレス及びテュロスのポルピュリオス の論理に関する著作をラテン語に翻訳したが、それらは中世を通じての標準となり、彼のそれらに関する解説・注釈・論評は9世紀から12世紀にかけての論理学者・哲学者がアリストテレスの論理学を理解するための唯一といってもよい拠り所・資料であった。
De top. diff. はトピックスに関する著作で、テミスティオスによって代表されるアリストテレスのトピックスとキケロの著にまとめられた弁護士・法律家達の用いたトピックスを統一するものであるが、その影響は中世からルネサンス前期に及ぶ。11世紀後半から12世紀前半の論理学者、神学者ピエール・アベラールは De top. diff.について注釈を書き、自らもトピックスについての著を残しているが、その論理的帰結 (Entailment) の理論はボエティウスのトピックス及び演繹の理論の影響を強く受けている。
『論理学綱要 (Summulae Logicales)』は13世紀に書かれた論理学の入門書で、17世紀に至るまで広く読まれ、166版を重ねている。この書に与えるボエティウスの影響は極めて大きく、例えば、トピックスに関する章はDe top. diff.と同じように構成されており, ボエティウスからの引用がそのまま使用されていたり、用語及び関連する概念、定義もボエティウスに従っていたりする。作者はペドロ・ヒスパノ（スペインのペーター）とされているが、それが誰であるのかは諸説あって定まっていない。
続く14世紀から17世紀末まではトピックスの研究に進展は見られるものの、ヨーロッパ全体としては、アベラール によって始められたとされる論理的帰結の理論に重点が移ってゆき、トピックスのみならず議論の組み立てや検証全般 (20世紀、21世紀の議論学) についての関心が失われ衰微してゆき21世紀に至る。この議論学 (Argumentation Theory) が復活するのは1958年に出版されたトウールミンの『The uses of argument (議論の技法 )』とペレルマンとオルブレヒトーテイテカの『Traite de l’Argumentation：La nouvelle Rhetoriqu (説得の論理学―新しいレトリック)』 によってである。以来数多くの論文が発表され著書が出版されているが、ここでの主題である中世初期とはかけ離れるので、その詳細には立ち入らない。この項で参考にしたRigotti & Greco (2019)はその一例である 。

## 基本的な用語の定義
本稿で使用されている基本的な用語を以下に定義する。但しここでの定義は、取り扱う題材が古代から中世であるので、基本的にはアリストテレス及びボエティウスによるものである。以下定義の括弧内は注記無ければ英語である。
主語および述語を持つ言明を文 (assertion, sentence)とよぶ。命題(proposition, 羅: propositio) とは真であるか偽である事を表明する文である。命題が不確かであったり、疑問に思われた場合には問い(question, 羅: quaestio) になる。問いに対応する討議されるべき命題を論題と呼ぶ。論題が議論によって確認されると結論になる。不確かな、 又は疑わしい事柄について確信を与えるような理由は論拠(argument, 羅: argumentum) と呼ばれる。討議すべき問い乃至は命題を構成する主語又は述語のうち問題になっている事柄を主題と言う。論拠は具体的な形は取っておらず 頭の中にあるのみである。論拠を具体的に音声や文章で表現したものを論述(argumentation, 羅: argumentatio) と呼ぶ。
或る命題から異なる他の命題を必然的な帰結として導き出すことを推論 (deduction, 羅: sullogismos)という。この元の命題を前提(premise) 、導き出された 命題を結論 (conclusion, 羅: conclusio)と呼ぶ。
自明であってそれ以上他の命題によって証明することのできないような命題を第一原理(maximal proposition) という。それ以外の命題は、第一原理から証明することになる。従って議論される全ての物事は第一原理に基づいて確信が与えられることになる。第一原理は推論（例えばアリストテレスの三段論法）の中でその前提の一つとして使用されることもあり、又推論の外にあって結論に確信を与える助けになることもある。第一原理はそれが何に関するものであるかによってそれぞれ他の第一原理から区別される。あるものは定義に関するものであったり、あるものは類についてのものであったり、又あるものは原因に関わるものであったりする。この定義、類、原因などといった第一原理を区別する基準となる特徴が第一原理の種差(differentia) である。
推論には論証的推論、弁証的推論、論争的推論（弁論的推論）、及び誤謬推論の4種がある。この分類はアリストテレスのトピカ第1巻 第1章による。これらの推論はいずれも同じ形式（production of syllogism）、即ち三段論法（省略三段論法を含む）、に従うが、それぞれ異なる種類の前提を用いる。
論証的推論 は第一原理であるか、又はそれらによって証明可能な命題を前提として出発する推論である。
弁証的推論（対話） とは一般に受け入れられている意見から出発する推論である。ここで一般に受け入れられている意見（エンドクサ）とは、皆んなか、大多数か、専門家か、又は最も著名な人達によって受け入れられているような意見のことである。
論争的推論（弁論的推論）とは一般に受け入れられているように思われる意見から出発する推論である。これらの意見は必ずしも一般に受け入れられている意見とは限らない。ただそのように見えるだけで、実際に一般に受け入れられているかもしれないし、そうでないかもしれないような意見である。
誤謬推論とはある特定の分野に固有の、真ではない前提に基づいた推論である。
弁証的推論は主として対話において用いられるもので、その前提は一般的に受け入れられている命題であるが、議論の相手が同意するものでなくてはならない。但し相手が同意する限り命題の真偽は問われない。弁論的推論というのは、議論の相手なり、審判なりを説得するのを目的とするので、話者は、弁証的な議論で用いられるような前提の他に、一般的に受け入れられていると思われる命題や、裁判などでは被告及び被告の行為についての情報、更に聞き手についてその性格、好み、感情など、又、議場の雰囲気などの論題とは直接関係のない情報をも利用して、自らの言わんとするところが受け入れられるような前提を考え出すことになる。弁論的推論では、議論の相手なり、審判なりを説得するのを目的と　するので、煩雑さを避け、推論の筋道を明瞭にするため、推論の方法としては　聞き手が容易に補うことのできる事柄を極力省略するエンテュメーマ（省略三段論法）が用いられる。省略された過程は復元されると三段論法になるので、三段論法と同様に扱われる。

## 資料
- Copenhaver, B. P., Normore, C. G., Parsons, T. (2014). Peter of Spain Summaries of Logic , Text, Translation, Introduction, and Notes. New York: Oxford University Press.
- Perelman, C., and Olbrecht-Tytecca,L.(2013). The new rhetoric: A treatise on argumentation, transl. by J. Wilkinson and P. Weaver. Notre Dame: University of Notre Dame Press. Original version (1958). Treate de L’argumentation. La nouveller rhetorique. Paris: Presses Universitaires de France.
- Rigotti, E. and Greco, S. (2019). Inference in Argumentation: A Topics-Based Approach to Argument Schemes. Switzerland: Springer Nature Switzerland AG.
- Toulemin, S. (1958). The uses of argument. Cambridge: Cambridge University Press.
- Medieval Philosophy The Stanford Encyclopedia of Philosophy (Summer 2018 Edition)。